# Nosalinek
Nosalinek [nɔsaˈlinɛk] là một khu định cư ở khu hành chính của Gmina Postomino, thuộc hạt Sławno, West Pomeranian Voivodeship, ở phía tây bắc Ba Lan. Nó nằm khoảng 8 kilômét (5 mi) về phía đông nam của Postomino, 10 km (6 mi) về phía đông bắc Sławno và 183 km (114 mi) về phía đông bắc của thủ đô khu vực Szczecin.
Trước năm 1945, khu vực này là một phần của Đức. Đối với lịch sử của khu vực, xem Lịch sử của Pomerania.